# 栗斑杜鹃
栗斑杜鹃（学名：Cacomantis sonneratii）为杜鹃科八聲杜鵑屬的鸟类，俗名波斑杜鹃。分布于自中国以南西抵印度、斯里兰卡、东抵菲律宾、印度尼西亚诸岛以及中国大陆的四川、云南、广西等地，多见于山林或其他密林中的开阔场所、有时到耕地附近的树丛中以及常久停于秃枝顶上。该物种的模式产地在印度。

## 亚种
- 栗斑杜鹃指名亚种（学名：Cacomantis sonneratii sonneratii）。分布于印度至中南半岛以及中国大陆的四川、云南、广西等地。该物种的模式产地在印度。[3]

## 同物異名
- Penthoceryx sonneratii
- Cuculus sonneratii